# Lotus T127
A Lotus T127 egy Formula–1-es versenyautó, melyet a Lotus Racing használt a 2010-es Formula–1 világbajnokság során. Pilótái Jarno Trulli és Heikki Kovalainen voltak, a tesztpilóta pedig Fairuz Fauzy.

## Áttekintés
Az 1994-es bajnoki idény során rendkívül nehéz helyzetbe jutott a Team Lotus csapat. Még az idény vége előtt eladták a névjogokat David Huntnak, a világbajnok Formula–1-es pilóta James Hunt testvérének. 2009-ben az FIA felhívást tett közzé: a Formula-ben várhatóan bevezetendő költségsapka ígéretével csábított új csapatokat a sportágba. A Formula-3-ban szereplő Litespeed csapat felkerült a nevezési listára, mégpedig Lotus néven. A Lotus Cars, amely a történelmi Lotus csapat testvércége volt, elhatárolódott tőlük és közölte, hogy ha szükséges, minden jogi lépést meg fognak tenni annak érdekében, hogy megvédjék a patinás név jó hírnevét. Végül a Litespeed nem került a kiválasztott csapatok közé, részben azért, mert a költségsapka tervét visszavonták.
Ekkor a csapat megkereste Tony Fernandes maláj befektetőt, aki az AirAsia révén a Williams csapat egyik szponzora volt. 2009 szeptemberében rohamtempóban igyekeztek tető alá hozni egy megállapodást, mely szerint a maláj kormány is beszállna a finanszírozásba, hogy népszerűsítsék a maláj Proton autómárkát, mely cég történetesen a Lotus Cars tulajdonosa volt. Szeptember 15-én az FIA megadta az engedélyt, hogy a csapat ott legyen 2010-ben a rajtrácson. Erre a Group Lotus, az anyacég közölte, hogy az ismétlődő és folyamatos jogsértések miatt a jövőben vissza fogja vonni a névjogokat.
Egyelőre azonban Lotus Racing néven alakult meg a csapat, amelynek a tulajdonosa a 1Malaysia Racing Team nevű cég lett, amelyet a Tune Group és a Naza Group hoztak létre, továbbá szerepet vállalt benne egy maláj befektetői csoport is és a maláj kormány. A Proton adta a névjogokat, a maláj kormány pedig kiemelte, hogy az ő támogatásuk közvetett, a Protonon keresztüli.
Az elsődleges cél az időhiány miatt az volt, hogy az autó kész legyen a 2010-es szezonnyitóra. Gyakorlatilag az engedély megadásával szinte egyszerre kezdődtek a munkálatok, egy üres, régi gyárépületben. Amikor Kovalainen először járt a gyárban, a munkások még mindig építették a falakat és a padlót. A főtervező Mike Gascoyne lett, az ő segítségével sikerült embereket szerezni a munkára. Novemberre el is készült az autó terve és megindulhattak a munkák a szélcsatornában. A cég a Cosworth-től kapta a motort, a váltót pedig az Xtrac-től. Decemberben jelentették be, hogy a csapat két pilótája a Toyota kivonulásával ülés nélkül maradt Jarno Trulli és a McLarentől érkező Heikki Kovalainen lesznek. A maláj Fairuz Fauzy lett a tesztpilóta. Az autót a Lotus klasszikus, zöld-sárga-fehér színeire festették, az első négy futamon a versenyzők overalljai fehérek voltak, ezután pedig azok is zöldek.

## A szezon
A csapat épphogy, de el tudott készülni a bahreini szezonnyitóra. Akárcsak a két másik új nevezőt, őket is technikai hibák sújtották, a hat autó közül csak Kovalainen tudott célbaérni. Az év során kiderült, hogy jobbak, mint a két másik újonc, de pontot nem sikerült szerezniük. Legjobb eredményük Kovalainen tizenkettedik helye volt Japánban. Rengeteg volt a technikai probléma, melyek egyrészt a Cosworth motorhoz, másrészt a váltóhoz kapcsolódtak (utóbbi esetében rendszeres volt, hogy a rendszer egyszerre két fokozatot is akart kapcsolni, ami miatt tönkrement a váltómű), ezért már az év során elhatározták, hogy Renault-motorokra váltanak 2011-ben. A brit nagydíjtól kezdve Team Lotus néven indultak.
Malajziában Fauzy tesztpilóta ülhetett be a szabadedzésen az egyik autóba - Trulli és Kovalainen pénzfeldobással döntötték el, hogy melyikükébe (Kovalainen). Ezen a futamon Kovalainent hidraulikus probléma hátráltatta, de kinn hagyták körözni, ami miatt 10 körös hátrányban intették le, és ezért nem is rangsorolták.
Mivel az újoncok átlagosan 3-6 másodperccel is lassabbak voltak, mint a mezőny többi része, néhány csapat Monaco előtt azt javasolta, hogy az időmérő edzésre bontsák ketté a mezőnyt, nehogy a lassabb autók feltartsák a gyors körön lévőket. Ezt elutasították, helyette az FIA előírt egy minimális köridőt, amit mindenkinek el kellett érnie, különben büntetéssel nézhetett szembe. A Lotus ezt megfutotta, aztán a verseny vége felé Trulli megpróbálta megelőzni a Hispaniás Karun Chandhokot. Az autója felszaladt a Hispania kasztniján, centikkel elvétve Chandhok fejét és kezeit, amikkel védeni próbálta magát.
Törökországba új hátsó szárnyat hoztak, ami javított az egyensúlyon. Valenciában megünnepelték a Lotus 500. futamát, ám ez a verseny másról lett híres. A verseny során a 17. helyen haladó Kovalainent meg akarta előzni a mögötte jövő Mark Webber, ám az egyenesben Kovalainen hamarabb fékezett, mint azt Webber várta. A közvetlenül mögötte haladó Webber autója felszaladt a Lotusra, majd a levegőbe repült, és szaltózva földet ért, majd a védőkerítésbe csapódott, fejjel lefelé. Webber csodával határos módon sértetlenül úszta meg az esetet, csak a fékpedál tört el az autóban. Szintén Kovalainennel történt meg Szingapúrban, hogy az autója kigyulladt, és ő maga oltotta el a tüzet a Williams csapat tagjaitól kölcsönkapott tűzoltókészülékkel.

## Eredmények
| Év   | Csapat       | Motor           | Gumik | Pilóták           | 1   | 2   | 3   | 4   | 5   | 6   | 7   | 8   | 9   | 10  | 11  | 12  | 13  | 14  | 15  | 16  | 17  | 18  | 19  | Pontok | Helyezés |
| ---- | ------------ | --------------- | ----- | ----------------- | --- | --- | --- | --- | --- | --- | --- | --- | --- | --- | --- | --- | --- | --- | --- | --- | --- | --- | --- | ------ | -------- |
| 2010 | Lotus Racing | Cosworth CA2010 | B     |                   | BHR | AUS | MAL | CHN | ESP | MON | TUR | CAN | EUR | GBR | GER | HUN | BEL | ITA | SIN | JPN | KOR | BRA | ABU | 0      | 10.      |
| 2010 | Lotus Racing | Cosworth CA2010 | B     | Jarno Trulli      | 17† | NI  | 17  | KI  | 17  | 15† | KI  | KI  | 21  | 16  | KI  | 15  | 19  | KI  | KI  | 13  | KI  | 19  | 21† | 0      | 10.      |
| 2010 | Lotus Racing | Cosworth CA2010 | B     | Heikki Kovalainen | 15  | 13  | NR  | 14  | NI  | KI  | KI  | 16  | KI  | 17  | KI  | 14  | 16  | 18  | 16† | 12  | 13  | 18  | 17  | 0      | 10.      |

† Nem fejezte be a futamot, de rangsorolták, mert teljesítette a versenytáv 90 százalékát.

## Forráshivatkozások
1. ↑  Lotus launches 2010 car in London (angol nyelven). www.autosport.com, 2010. február 12. (Hozzáférés: 2023. október 12.)
2. ↑  Latest News (angol nyelven). Formula 1® - The Official F1® Website. (Hozzáférés: 2023. október 12.)
3. ↑  https://web.archive.org/web/20100401095844/http://formula-one.speedtv.com/article/f1-kovalainen-to-sit-out-practice-after-coin-toss/
4. ↑  „Malaysian GP as it happened”, 2010. április 4. (Hozzáférés: 2023. október 12.) (brit angol nyelvű)
5. ↑  Monaco qualifying to remain unchanged (angol nyelven). www.autosport.com, 2010. május 9. (Hozzáférés: 2023. október 12.)
6. ↑  „Monaco GP as it happened”, 2010. május 16. (Hozzáférés: 2023. október 12.) (brit angol nyelvű)
7. ↑  https://web.archive.org/web/20100531195909/http://news.bbc.co.uk/sport2/hi/motorsport/formula_one/8709834.stm
8. ↑  European Grand Prix: Red Bull's Mark Webber unharmed after spectacular crash (angol nyelven). The Telegraph, 2010. június 27. (Hozzáférés: 2023. október 12.)
9. ↑  „Webber snapped brake pedal in crash”, ABC News, 2010. december 16. (Hozzáférés: 2023. október 12.) (ausztrál angol nyelvű)
10. ↑  Archivált másolat. [2010. szeptember 28-i dátummal az eredetiből archiválva]. (Hozzáférés: 2023. október 12.)